# DDR2 SDRAM

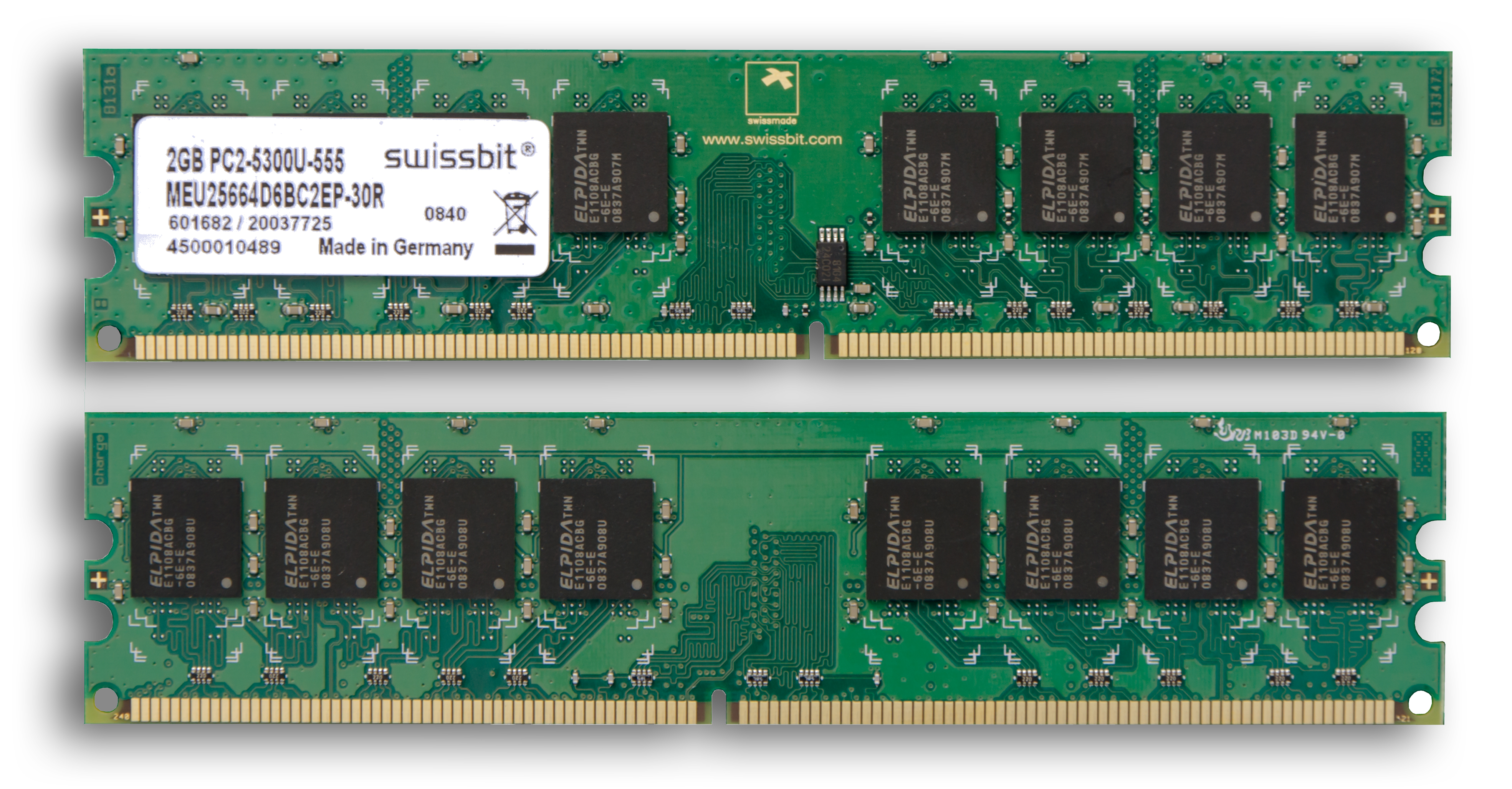
Swissbit 2GB PC2-5300U-555 DDR2 RAM

DDR2 SDRAM (anglicky double-data-rate 2 SDRAM) byl typ operační paměti pro počítače standardizovaný organizací JEDEC v roce 2003. První varianty taktované na 200 a 266 MHz dosahovaly kvůli vyšší CAS latenci nižších výkonů, než předchozí generace DDR SDRAM. Teprve na konci roku 2004 byly na trh uvedeny moduly s nižšími latencemi a tím i vyšší rychlostí. Nově byly DDR2 SDRAM dodávány v DIMM modulech s 240 vývody.
DDR2 definuje vyšší frekvence datové sběrnice a vyžaduje nižší příkon pomocí interních hodin běžících na poloviční frekvenci externí datové sběrnice. Společně s DDR technologií tak umožňují čtyři datové přenosy za jeden interní takt sběrnice. DDR2 paměti na stejné frekvenci jako DDR paměti tak ve výsledku poskytují nižší latenci, než starší DDR paměti.
Paměti pracují při standardním napětí 1,8 V až po nestandardní a rizikové 2,4 V. Mnoho pamětí zvládá napětí v rozmezí 1,8–2,2 V, pak může dojít k poškození. Časování (CAS latence) mají podle taktovací frekvence od CL4 po CL7 (při dané frekvenci je podle časování kratší nebo delší prodleva).

## Parametry pamětí

### StandardJEDEC
Je to nastavení, při kterém by nemělo dojít k poničení pamětí nebo jiných pamětí a kterým se standardizuje tovární nastavení pamětí.
| Standardní označení | Takt paměti | Doba cyklu | I/O takt sběrnice | Počet operací za sekundu | Časování | Označení modulu | Propustnost |
| DDR2-400            | 100 MHz     | 10 ns      | 200 MHz           | 400 milionů              | CL3-5    | PC2-3200        | 3,2 GB/s    |
| DDR2-533            | 133 MHz     | 7,5 ns     | 266 MHz           | 533 milionů              | CL3-5    | PC2-4200        | 4,266 GB/s  |
| DDR2-667            | 166 MHz     | 6 ns       | 333 MHz           | 667 milionů              | CL3-6    | PC2-5300        | 5,333 GB/s  |
| DDR2-800            | 200 MHz     | 5 ns       | 400 MHz           | 800 milionů              | CL3-7    | PC2-6400        | 6,4 GB/s    |
| DDR2-1066           | 266 MHz     | 3,8 ns     | 533 MHz           | 1,066 miliard            | CL4-8    | PC2-8500        | 8,533 GB/s  |

Standardní frekvence pamětí je do 1066 MHz.

### Nestandardní paměti
| Standardní označení | Takt paměti | Doba cyklu | I/O takt sběrnice | Počet operací za sekundu | Časování | Označení modulu | Propustnost |
| DDR2-675            | 169 MHz     | 5,9 ns     | 338 MHz           | 675 milionů              | CL4      | PC2-5400        | 5,4 GB/s    |
| DDR2-750            | 188 MHz     | 5,3 ns     | 375 MHz           | 750 milionů              | CL4      | PC2-6000        | 6 GB/s      |
| DDR2-900            | 225 MHz     | 4,4 ns     | 450 MHz           | 900 milionů              | CL4-5    | PC2-7200        | 7,2 GB/s    |
| DDR2-1000           | 250 MHz     | 4 ns       | 500 MHz           | 1 miliarda               | CL4-5    | PC2-8000        | 8 GB/s      |
| DDR2-1100           | 275 MHz     | 3,6 ns     | 550 MHz           | 1,1 miliard              | CL5      | PC2-8800        | 8,8 GB/s    |
| DDR2-1150           | 288 MHz     | 3,5 ns     | 575 MHz           | 1,15 miliard             | CL5      | PC2-9200        | 9,2 GB/s    |
| DDR2-1200           | 300 MHz     | 3,3 ns     | 600 MHz           | 1,2 miliard              | CL5-6    | PC2-9600        | 9,6 GB/s    |
| DDR2-1250           | 313 MHz     | 3,2 ns     | 625 MHz           | 1,25 miliard             | CL5      | PC2-10000       | 10 GB/s     |
| DDR2-1300           | 325 MHz     | 3,1 ns     | 650 MHz           | 1,3 miliard              | CL6      | PC2-10400       | 10,4 GB/s   |

Frekvence 1300 MHz je u pamětí maximální normální rychlost u prodávaných pamětí (přetaktováním lze jít výš). Potom už hlavně nastupují DDR3 paměti s frekvencí přesahující 2 GHz.
Porovnání relativní rychlosti mezi podobnými moduly
|                  |       | PC2-5300 667Mhz | PC2-5300 667Mhz | PC2-6400 800MHz | PC2-6400 800MHz | PC2-6400 800MHz |
|                  | CL    | 5-5-5           | 4-4-4           | 6-6-6           | 5-5-5           | 4-4-4           |
| ---------------- | ----- | --------------- | --------------- | --------------- | --------------- | --------------- |
| PC2-3200 400MHz  | 4-4-4 | %               | %               | +33%            | +60%            | +93%            |
| PC2-3200 400MHz  | 3-3-3 | %               | %               | =               | +20%            | +40%            |
| PC2-4200 533MHz  | 4-4-4 | %               | %               | =               | +21%            | +42%            |
| PC2-4200 533MHz  | 3-3-3 | %               | %               | −24 %           | −9 %            | +6%             |
| PC2-5300 667MHZ  | 5-5-5 | =               | %               | =               | +21%            | +42%            |
| PC2-5300 667MHZ  | 4-4-4 | %               | =               | −19 %           | −3 %            | +16%            |
| PC2-6400 800MHz  | 6-6-6 | %               | %               | =               | +20%            | +33%            |
| PC2-6400 800MHz  | 5-5-5 | %               | %               | −16 %           | =               | +20%            |
| PC2-6400 800MHz  | 4-4-4 | %               | %               | −33 %           | −20 %           | =               |
| PC2-8500 1066MHz | 7-7-7 | %               | %               | −12 %           | +6%             | +24%            |
| PC2-8500 1066MHz | 6-6-6 | %               | %               | −25 %           | −9 %            | +6%             |
| PC2-8500 1066MHz | 5-5-5 | %               | %               | −37 %           | −24 %           | -11%            |